# Maurizio Cocciolone
Maurizio Cocciolone (L'Aquila, 22 settembre 1960) è un ufficiale italiano, navigatore dell'Aeronautica Militare.

## Biografia

### Operazione Locusta
Alla vigilia della guerra del Golfo il Governo italiano inviò nel Golfo Persico otto cacciabombardieri multiruolo Panavia Tornado IDS appartenenti al 6º, 36º e 50º Stormo nell'ambito dell'Operazione Desert Shield, per l'occasione rischierato negli Emirati Arabi Uniti presso l'aeroporto di Al Dhafra.

Bellini, la giornalista Lilli Gruber e Cocciolone (1991)

Nella notte tra il 16 e il 17 gennaio 1991, con l'Operazione Desert Storm, le forze della Coalizione iniziarono una campagna di bombardamenti sulle posizioni della Guardia repubblicana irachena, sia sul territorio dell'Iraq sia su quello del Kuwait occupato.
Il maggiore Gianmarco Bellini (pilota) e il capitano Maurizio Cocciolone (navigatore) decollarono a bordo del loro cacciabombardiere con altri velivoli italiani e alleati per la prima missione che li vedeva impiegati nello spazio aereo controllato dagli iracheni.
La missione della squadriglia era un deposito areale (vettovagliamento, munizioni e mezzi) nell'Iraq meridionale, a nord-ovest di Kuwait City, difeso da artiglieria contraerea radar-asservita. Bellini e Cocciolone furono gli unici a riuscire a portare a termine il rifornimento in volo; tutti gli altri velivoli, i 7 Tornado italiani e circa 30 altri aeromobili di altri Paesi, ostacolati dalle condizioni meteorologiche, fallirono l'approccio all'aerocisterna e dovettero rientrare alla base.
Bellini, in qualità di capo equipaggio, decise che il loro velivolo avrebbe dovuto proseguire in solitaria, sapendo che il profilo di missione prevedeva di portare avanti l'attacco anche in una situazione del genere, quale che fosse lo schieramento difensivo del nemico. Ricevuto l'ok da parte del comando aerotattico, il velivolo livellò a circa 250 piedi di quota, attivò il controllo automatico TF e sganciò il carico bellico (cinque bombe Mk 83) sull'obiettivo attorno alle 4.30 del mattino.
Dopo circa quaranta secondi il loro aereo fu colpito dall'artiglieria contraerea irachena, addestrata alla difesa contro attacchi a bassa quota, e i due italiani dovettero lanciarsi con il seggiolino eiettabile. L'aereo impattò con il terreno a circa 20 km a nordovest della capitale kuwaitiana, a poche centinaia di metri da una caserma della Guardia repubblicana irachena.
I due aviatori vennero immediatamente catturati dalle truppe irachene, furono separati, venne loro confiscato tutto ciò che avevano con sé (compresi gli indumenti e gli scarponi) e furono costretti a indossare una tuta gialla, che li qualificava come prigionieri di guerra.

### La prigionia
- Intervistatore: "Può dirci il suo grado, nome e nazionalità?"
- Cocciolone: "Mi chiamo Maurizio Cocciolone, sono capitano dell'Aeronautica italiana."
- Intervistatore: "Qual è la sua età?"
- Cocciolone: "Ho 30 anni!"
- Intervistatore: "Ci vuole dire a quale reparto appartiene?"
- Cocciolone: "Il mio reparto è il 155º squadrone di stanza nella base degli Emirati Arabi Uniti."
- Intervistatore: "Qual è il tipo del suo aereo?"
- Cocciolone: "È un Tornado."
- Intervistatore: "Qual era la sua missione?"
- Cocciolone: "Attaccare un deposito di munizioni nella regione meridionale dell'Iraq."
- Intervistatore: "Come è stato abbattuto?"
- Cocciolone: "Non sappiamo esattamente. Si trattava di un colpo tirato dal suolo iracheno."
- Intervistatore: "Qual è la sua opinione sulla guerra e sull'aggressione contro l'Iraq?"
- Cocciolone: "La guerra è il modo sbagliato di risolvere un problema politico. La guerra è una brutta cosa. Credo che la soluzione migliore sia trovare strumenti politici e pacifici per porre fine al conflitto."
- Intervistatore: "Lei ha un messaggio da trasmettere?"
- Cocciolone: "Io credo che l'unico messaggio possa essere rivolto ai miei leader politici. Risolvere un problema con la guerra è sempre folle. Bisogna trovare - ora - una soluzione politica per questa guerra. Ho anche qualcosa da dire ai miei genitori, alla mia famiglia: non preoccupatevi. Sto abbastanza bene, qui. Hanno cura di me. Grazie."

Il loro velivolo venne dato per disperso e la loro sorte rimase del tutto ignota per due giorni. Il 20 gennaio la televisione irachena mostrò un gruppo di piloti prigionieri, fra cui Cocciolone. Il suo volto tumefatto suggeriva un trattamento brutale e le parole da lui pronunciate sembravano dettate dai suoi carcerieri. Nessuna notizia di Bellini venne data in questa occasione, facendo temere il peggio. I due aviatori vennero tenuti separati per tutto il tempo della prigionia.
In una intervista concessa a quasi venti anni di distanza, Cocciolone rivelò di essere stato torturato, perdendo alcuni denti per le percosse, subendo una lacerazione della lingua, suturata dai suoi carcerieri, e finendo per avere un danno permanente a un nervo della schiena a causa dell'uso di scosse elettriche durante gli interrogatori. Il 3 marzo, a guerra terminata, entrambi gli ufficiali furono rilasciati dalle autorità irachene.

### Il dibattito postbellico
Bellini e Cocciolone furono gli unici prigionieri di guerra italiani di tutto il conflitto; il loro periodo di prigionia, durato 47 giorni, per un vuoto normativo delle Forze Armate, non fu mai completamente chiarito dalle autorità militari italiane. Non essendo l'Italia formalmente in guerra con l'Iraq nel loro stato di servizio non compare alcuna detenzione da parte del nemico, ma solo la generica distinzione "a disposizione del comandante di corpo", generalmente utilizzata per il personale in permesso temporaneo.
Altra fonte di discussione fu la mancata assegnazione a Cocciolone della Medaglia d'argento al Valor Militare, che fu invece conferita a Bellini. Il motivo della preferenza non è mai stato ufficialmente chiarito dalle autorità militari. Fu ipotizzato che lo Stato Maggiore non abbia gradito il presunto sfruttamento mediatico che Cocciolone ebbe della propria improvvisa popolarità (con la vendita delle foto del proprio matrimonio a un giornale di gossip) o, come sostengono altri, perché nella registrazione della scatola nera del Tornado abbattuto si sarebbe sentito Cocciolone esitare, seppur per poco, nella decisione di proseguire la propria missione, un dubbio che Bellini non avrebbe avuto, mostrando invece assoluto sprezzo del pericolo.

### Dopo la guerra del Golfo
Cocciolone proseguì la propria carriera in seno all'Aeronautica Militare, ottenendo la promozione a maggiore immediatamente dopo la Guerra del Golfo, e successivamente a tenente colonnello e colonnello. Durante le guerre jugoslave egli ha operato in scenari operativi a bordo di aerei AWACS. Si è occupato poi di sistemi di tecnologia avanzata per lo Stato Maggiore e ha svolto attività di coordinamento per lo stato maggiore del Comando Logistico.
In seguito è stato inserito come vicecomandante della Task Force Aquila - Forward Support Base, dal 13 ottobre 2005 al 25 aprile 2006. Operando dall'aeroporto di Herat, Cocciolone ha contribuito sensibilmente alla "più importante operazione logistica dell'Aeronautica dal 1945 a oggi" e ha partecipato attivamente alla distribuzione di aiuti alla popolazione.
È rimasto in servizio presso l'Aeronautica Militare fino al 2017, anno in cui ha ottenuto il congedo per raggiungimento dell'età pensionabile. Attualmente vive in Brasile.